# Greenwich, New South Wales
Greenwich este o suburbie în Sydney, Australia.